# Maserati Ghibli (1967)
El Maserati Ghibli es un automóvil deportivo gran turismo producido por el fabricante italiano Maserati S.p.A. entre 1967 y 1973. Posteriormente, se empleó la misma denominación para la última evolución del Maserati Biturbo entre 1992 y 1998, siendo dos vehículos totalmente diferentes. En ocasiones se hace referencia a este último modelo como Maserati Ghibli II, pero oficialmente Maserati ha compartido la misma denominación para ambos modelos. Desde 2013, se volvió a emplear la misma denominación para un tercer modelo.

## Nomenclatura
El nombre "Ghibli" deriva de un viento del mediterráneo, para ser más precisos el siroco de Libia. En realidad este nombre estaba asociado a un súper auto de otros tiempos que verdaderamente marcó una era, que probablemente los entusiastas de los automóviles más jóvenes no lo sepan con precisión. El proyecto era conocido internamente con la sigla AM115 y el diseño portaba el nombre de un grande de la industria automotriz italiana: Giorgetto Giugiaro, que reemplazaría al viejo Mistral y presentado por primera vez en el pabellón de Carrozzeria Ghia.

## Características

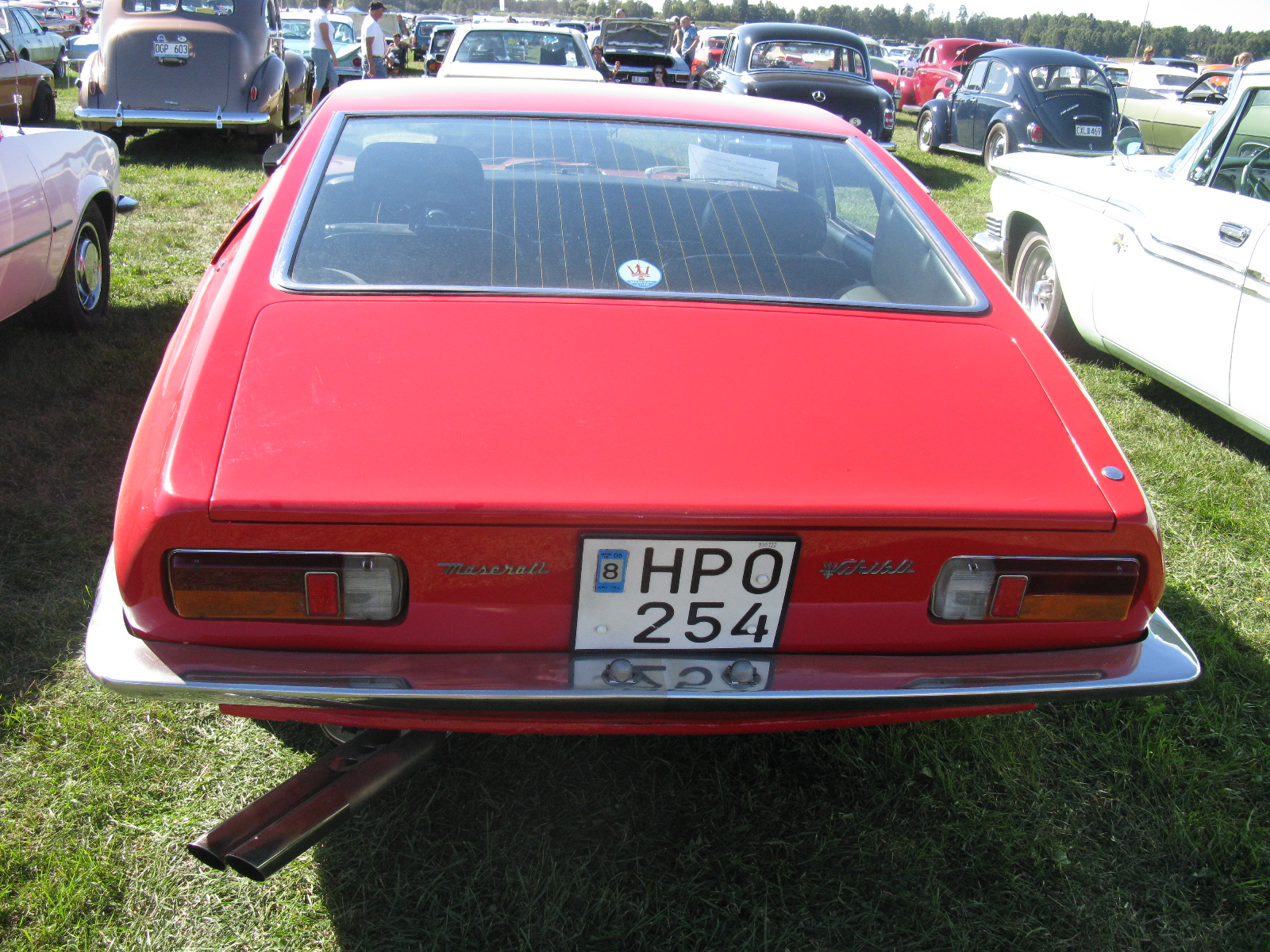
Vista posterior.

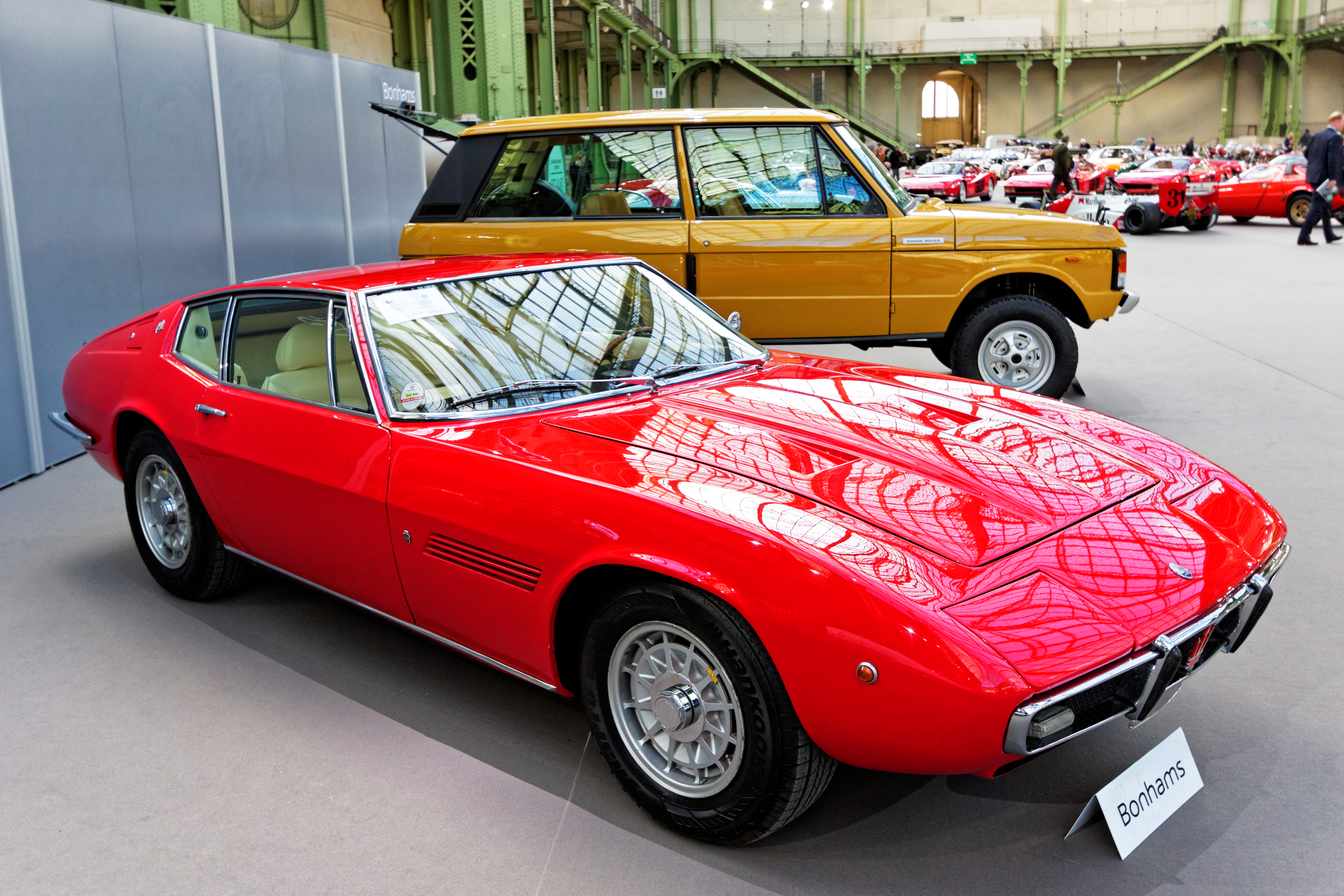
Ghibli 4.9 litros SS coupé de 1970 en Bonhams de París en 2016

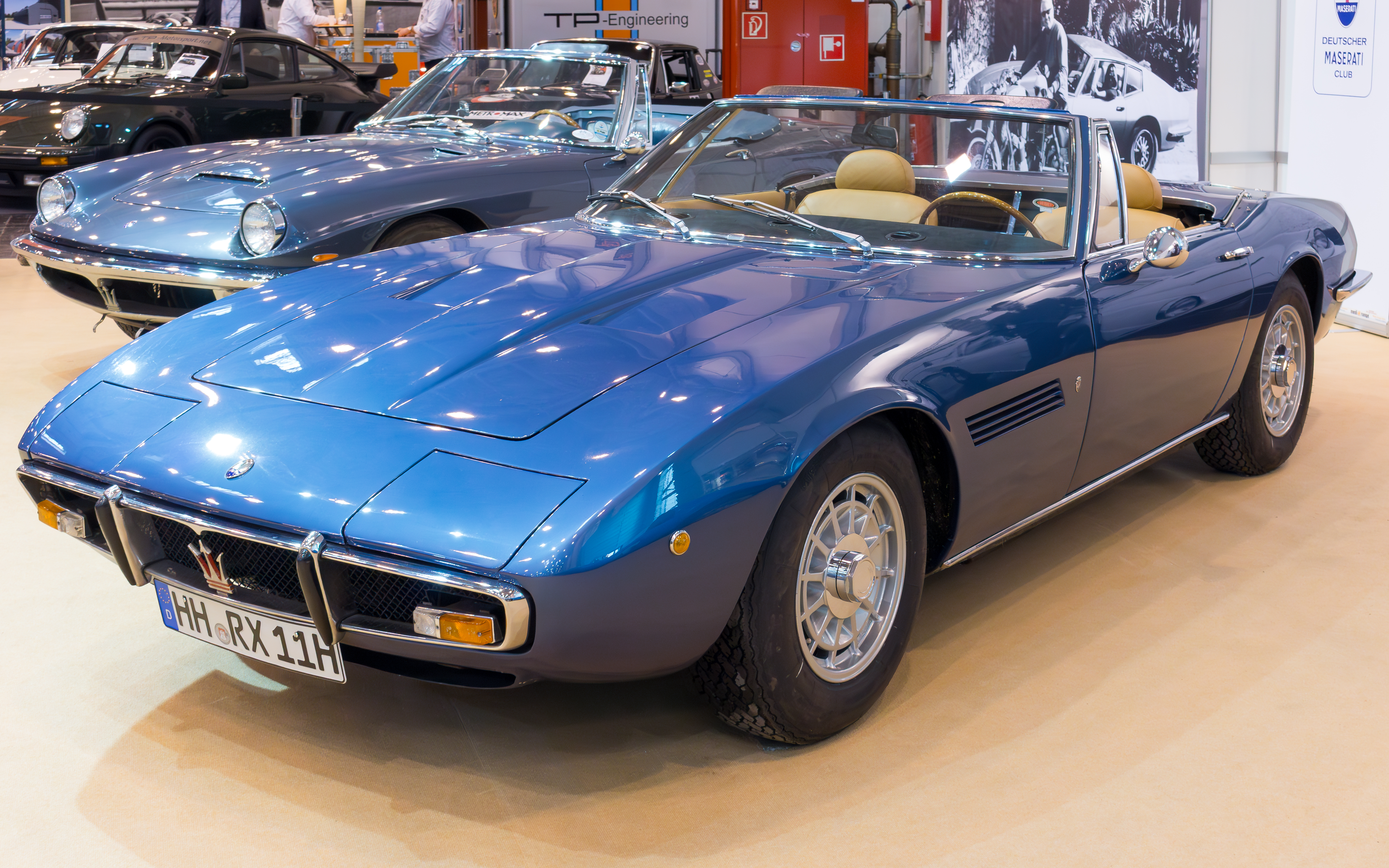
Spider en Techno Classica de 2018, en Essen

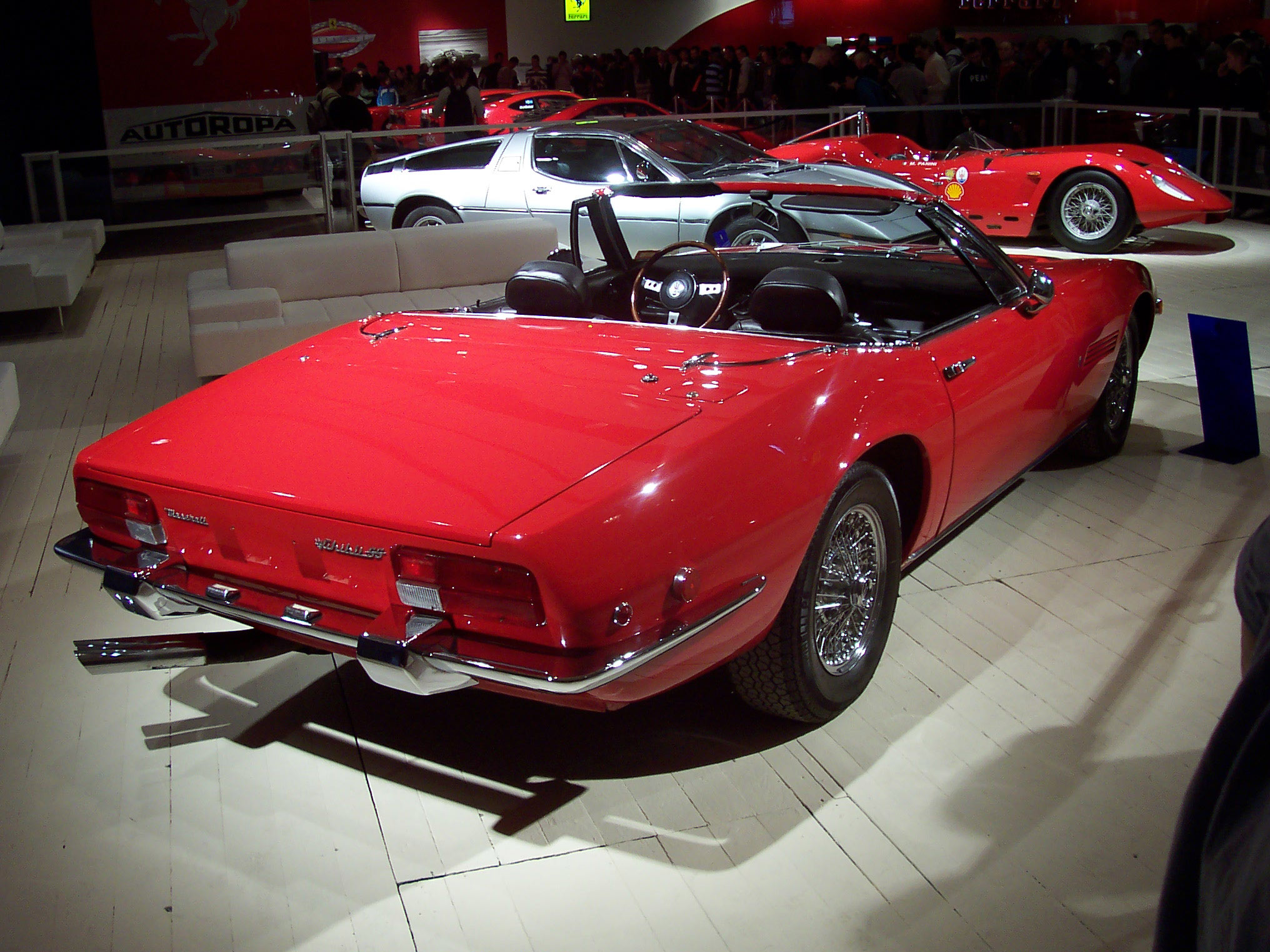
Vista posterior de un Spider SS de 1973

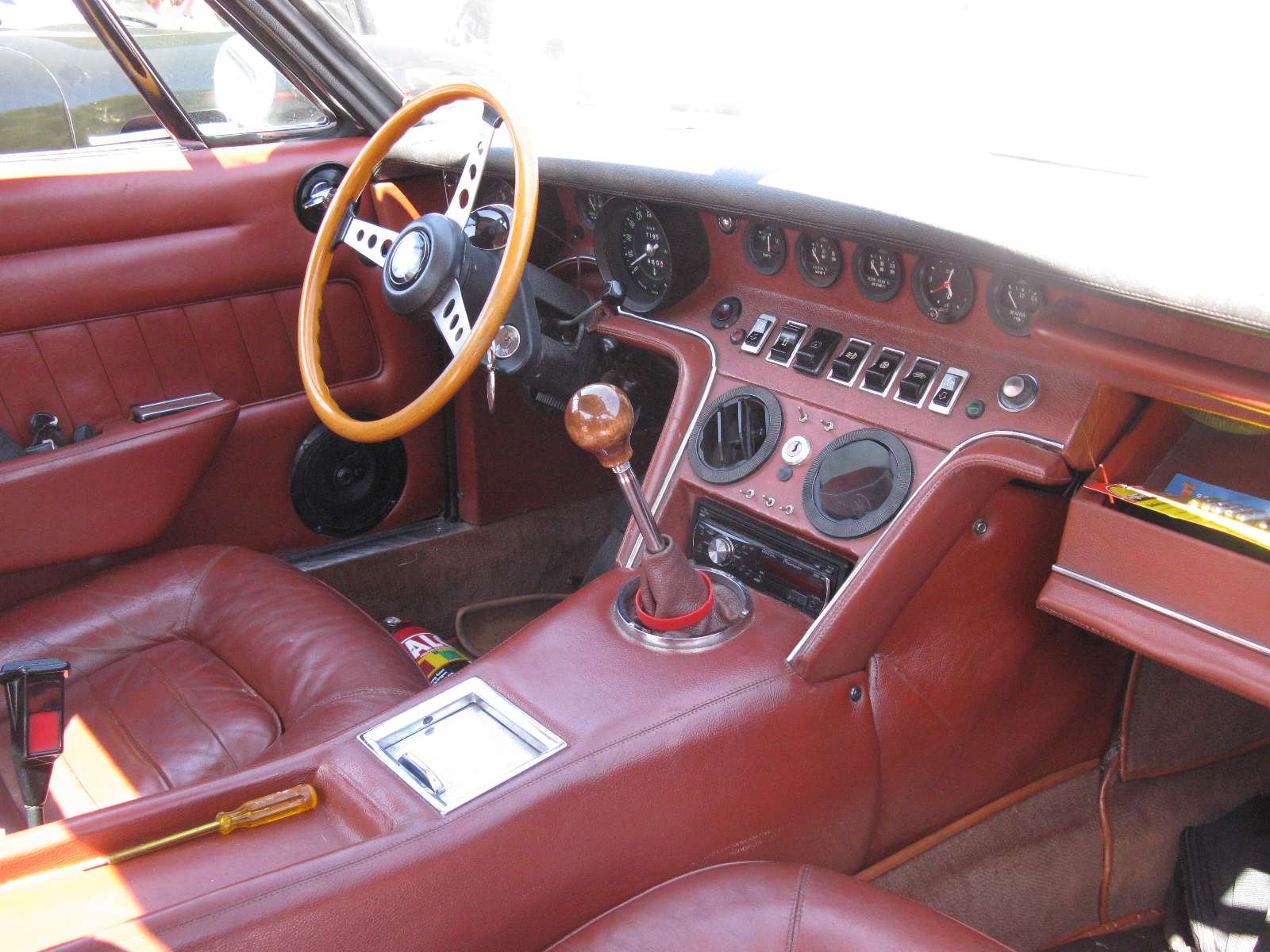
Interior

Concebido originalmente como un dos plazas, la considerable batalla y longitud total hicieron que finalmente se pusiese en producción como un cupé 2+2, la cual añade dos asientos traseros en un espacio mínimo. No fue un modelo especialmente innovador, más bien lo contrario, donde su principal baza era su peso, resentido por los convencionales criterios y materiales empleados en su fabricación. Fue presentado en el Salón del Automóvil de Turín de 1966, vendiéndose el primer ejemplar en marzo de 1967. Se mantuvo en producción hasta ya entrado el año 1973, cuando fue descontinuado.
El peso no fue una limitación a la hora de crear este automóvil, al menos en su parte ciclo. Su chasis de tubos de acero era relativamente común en modelos similares, pero los paneles que conformaban la carrocería estaban realizados con este metal, en lugar del mucho más ligero aluminio, lo que incrementó su peso máximo. Es destacable el empleo de una tradicional suspensión de ballesta trasera, lo que contribuía a incrementar el peso.
De todos modos, la potencia y suavidad del motor compensaban estas deficiencias, permitiendo desenvolverse al coche en tráfico urbano sin ahogos ni brusquedades. El motor destacaba por su lubricación mediante cárter seco. Ello permitía una lubricación continua incluso durante bruscos virajes, así como una menor altura del bloque del motor, lo que contribuía a una mejor aerodinámica. Además, al estar dicho bloque realizado totalmente en aluminio, se reducía el peso sobre el eje delantero. La contradicción entre su motor de avanzada y la obsolescencia de su chasis y carrocería, le impidió que tuviera un mejor desempeño y rendimiento.
En 1969 se lanzó la versión Ghibli SS con la cilindrada incrementada a 4930 cm³ (4,9 litros), cuya potencia se elevó hasta los 335 CV (330 HP; 246 kW) a las 6000 rpm. Ese mismo año hizo su aparición la versión Spider, que fue sustituida en 1973 por la versión potenciada SS.
Para detener la masa de más de tonelada y media del Ghibli a la velocidad máxima de 285 km/h (177 mph) que podía alcanzar, disponía de unos frenos delanteros ventilados con pinzas (cálipers) de doble pistón.
Giugiaro era un joven altamente talentoso quien recientemente se había unido a Ghia como el nuevo jefe de diseño, después de haber dejado los estudios de Nuccio Bertone. El diseño de Giugiaro había impresionado a Omer Orsi, el hijo de Adolfo, quien empleó el diseño para el siguiente Maserati Gran Turismo, ya que después del Mistral, el nombre de otro viento se usó para marcar la llegada de un nuevo GT.
En aquel entonces el tránsito era ligero y en la realidad no había límite de velocidad, así que en Italia no era inusual ver conductores corriendo alrededor de la "Autostrada" a velocidades superiores a los 250 km/h (155 mph).
Para escoger la planta motriz se basaron en el V8 basado en el que ya se tenía en la versión deportiva del Tipo 450S de 1956 y que para 1957, probó ser el más rápido de la época. Este mismo motor también equipaba la serie de prototipos designados Tipo 151 para coches de carreras en las 24 Horas de Le Mans, aunque su éxito fue eludido por esos coches, debido principalmente por una combinación entre la inadecuada preparación y la falta de soporte oficial de la propia marca.
El chasis era una versión más corta de la que se usó en el 3500GT y en el Maserati México, con puntales extra introducidos para proporcionar un bastidor más rígido. La suspensión delantera era independiente de doble horquilla, muelles helicoidales, amortiguadores telescópicos y barra estabilizadora; mientras que en la parte trasera tenía un eje vivo Salisbury con ballestas semielípticas. Todo este paquete, aunque algo desactualizado, le proporcionó una excelente capacidad de estabilidad de manejo.
Carrozzeria Ghia, cuyo dueño era Alejandro De Tomaso, sabía qué se necesitaba: un Gran Turismo que estuviese bien equipado, espacioso, confortable y, sobre todo, rápido. El resultado fue un diseño muy bajo y particularmente esbelto, con solamente 116 cm (45,7 pulgadas) comparados con los 120 cm (47,2 pulgadas) de sus competidores. El esplédido diseño de Giugiaro estaba disfrazado con un peso en vacío de 3500 libras (1588 kg), con una longitud de alrededor de 18 pies (5,5 m).
Si el diseño del Mistral era moderno y compacto, el de Giugiaro también siguió estos dos conceptos, pero con un todavía más dramático resultado. El largo e inclinado capó con una parrilla en forma de una boca estrecha, cuyas orillas de las molduras funcionaron como un caro parachoques al centro en donde estaba montado el famoso tridente; solamente el sutil bulto indicaba la presencia de un potente motor.
El amplio interior ofrecía dos confortables asientos delanteros, detrás de los cuales había dos asientos de emergencia. Sin embargo, este coche era principalmente un biplaza con un área trasera de aproximadamente 0,6 pies cúbicos (17,0 litros), que en realidad estaba diseñada como espacio para el maletero, con acceso a través de un pequeño portón trasero. El panel de instrumentos tenía unos indicadores y controles distribuidos en forma de lectura comprensible, todos de fácil alcance para el conductor.
La carrocería estaba considerada como la mejor construida por el fabricante, sin estar plagada por los más pequeños o grandes problemas que son inevitables en series de baja producción. El acabado de pintura siempre fue impecable.
Estaba equipado con muchos elementos extra normalmente asociados con el más lujoso acabado en el mercado, como: aire acondicionado, dirección hidráulica, elevalunas eléctrico, frenos de disco ventilados, entre otros. Su éxito fue inmediato, especialmente en el mercado norteamericano. La versión Spider producida en 1968 tenía una mejor apariencia, incluso cuando estaba adaptado con el hardtop opcional.
En 1970, el Ghibli SS fue introducido con un incremento en la carrera de 4 mm (0,2 pulgadas) y sin ninguna alteración en el diámetro. También estaba equipado con rines de aleación y neumáticos más anchos, para cumplir con las normas norteamericanas, un tablero rediseñado y parachoques más grandes y reforzados.
Famosos propietarios de este vehículo han sido Sammy Davis Jr, Peter Sellers y Jean-Paul Belmondo.

## Especificaciones
El motor no era una novedad, ya que de hecho, los ingenieros utilizaron el V8 que ya tenían listo en casa. En comparación con el modelo que se estaba reemplazando, el motor se colocó más bajo para permitir un centro de gravedad más bajo y, en consecuencia, un automóvil más estable. Se dedicó una particular atención al equilibrio de masas: una solución para distribuir mejor el peso fue el doble depósito de combustible. Lo curioso fue que el conductor era quien decidía qué depósito era el que tenía que alimentar al motor.
| Variantes                             | Estándar | SS |
| ------------------------------------- | --- | --- |
| Cilindrada                            | 4719 cm³ (4,7 L; 288 plg³) | 4930 cm³ (4,9 L; 300,8 plg³) |
| Diámetro x carrera                    | 93,9 x 85 mm (3,70 x 3,35 plg) | 93,9 x 89 mm (3,70 x 3,50 plg) |
| Materiales del motor                  | Fundición de aleación ligera con revestimientos especiales de hierro fundido                                                       | Fundición de aleación ligera con revestimientos especiales de hierro fundido                                                       |
| Distribución                          | Doble (DOHC) árbol de levas en cabeza por cada bancada de cilindros y 2 válvulas por cilindro (16 en total), accionadas por cadena | Doble (DOHC) árbol de levas en cabeza por cada bancada de cilindros y 2 válvulas por cilindro (16 en total), accionadas por cadena |
| Alimentación                          | 4 carburadores con doble cuerpo vertical Weber 40 DCNF/5 (42 DCNF/9 desde 1969), naturalmente aspirado                             | 4 carburadores con doble cuerpo vertical Weber 40 DCNF/5 (42 DCNF/9 desde 1969), naturalmente aspirado                             |
| Ignición                              | Sencilla con distribuidor Magneti Marelli                                                                                          | Sencilla con distribuidor Magneti Marelli                                                                                          |
| Sistema de lubricación                | Cárter seco forzado con bomba a presión                                                                                            | Cárter seco forzado con bomba a presión                                                                                            |
| Capacidad del depósito de combustible | 100 litros (26,4 galAm) (combinados)                                                                                               | 100 litros (26,4 galAm) (combinados)                                                                                               |
| Diferencial                           | Autoblocante Salisbury con eje vivo                                                                                                | Autoblocante Salisbury con eje vivo                                                                                                |
| Embrague                              | Plato sencillo en seco con acoplamiento flexible y control hidráulico                                                              | Plato sencillo en seco con acoplamiento flexible y control hidráulico                                                              |
| Relación de compresión                | 8,5:1 | 8,75:1 |
| Potencia máxima                       | 315 CV (311 HP; 232 kW) @ 6000 rpm                                                                                                 | 335 CV (330 HP; 246 kW) @ 5500 rpm                                                                                                 |
| Par máximo                            | 47 kg·m (461 N·m; 340 lb·pie) @ 3500 rpm                                                                                           | 49 kg·m (481 N·m; 354 lb·pie) @ 4000 rpm                                                                                           |

| Tipo                   | 1.ª  | 2.ª  | 3.ª  | 4.ª | 5.ª | Reversa | Final |
| ---------------------- | ---- | ---- | ---- | --- | --- | ------- | ----- |
| Manual ZF              | 2,97 | 1,92 | 1,34 | 1   | 0,9 | 3,31    | 3,307 |
| Automática Borg Warner | 2,4  | 1,47 | 1    | n/a | n/a | 2       | 3,307 |